# Cycas campestris
Cycas campestris K.D. Hill, 1994 è una pianta appartenente alla famiglia delle Cycadaceae, endemica della Papua Nuova Guinea.

## Descrizione
È una cicade con fusto eretto, alto sino a 2.5 m e con diametro di 20 cm.
Le foglie, pennate, lunghe 80-170 cm, sono disposte a corona all'apice del fusto e sono rette da un picciolo lungo 15-50(-90) cm; ogni foglia è composta da 120-230 paia di foglioline lanceolate, con margine leggermente ricurvo, lunghe mediamente 8,5-16 cm, di colore verde, inserite sul rachide con un angolo di 60-85°.
È una specie dioica con esemplari maschili che presentano microsporofilli disposti a formare strobili terminali di forma ovoidale, lunghi 13-17 cm e larghi 7-9 cm ed esemplari femminili con macrosporofilli che si trovano in gran numero nella parte sommitale del fusto, con l'aspetto di foglie pennate che racchiudono gli ovuli, in numero di 2-6.  
I semi sono grossolanamente ovoidali, lunghi 29-38 mm, ricoperti da un tegumento di colore dall'arancio al marrone.

## Distribuzione e habitat
È diffusa nelle zone sud orientali dell'isola della Papua Nuova Guinea, prevalentemente lungo la piana costiera attorno a Port Moresby e da Kairuku fino ad Abau.

È localmente abbondante ma ha una bassa densità; l'epiteto specifico campestris fa riferimento all'habitat della specie: aperta campagna erbosa e  savana boscosa.

## Conservazione
La IUCN Red List classifica C. campestris come specie prossima alla minaccia (Near Threatened).

La specie è inserita nella Appendice II della Convention on International Trade of Endangered Species (CITES)